# ATP Challenger Posen
Das ATP Challenger Posen (offizieller Name Enea Poznań Open) ist ein seit 2004 jährlich stattfindendes Tennisturnier in Posen, Polen. Es ist Teil der ATP Challenger Tour und wird im Freien auf Sand ausgetragen.

## Liste der Sieger

### Einzel
| Jahr | Sieger                  | Finalgegner                 | Ergebnis        |
| ---- | ----------------------- | --------------------------- | --------------- |
| 2025 | Filip Misolic           | Dalibor Svrčina             | 6:2, 6:0        |
| 2024 | Maks Kaśnikowski        | Camilo Ugo Carabelli        | 3:6, 6:4, 6:3   |
| 2023 | Mariano Navone          | Tomás Barrios Vera          | 7:5, 6:3        |
| 2022 | Arthur Rinderknech      | Tomás Barrios Vera          | 6:3, 7:62       |
| 2021 | Bernabé Zapata Miralles | Jiří Lehečka                | 6:3, 6:2        |
| 2020 | abgesagt                | abgesagt                    | abgesagt        |
| 2019 | Tommy Robredo           | Rudi Molleker               | 5:7, 6:4, 6:1   |
| 2018 | Hubert Hurkacz          | Taro Daniel                 | 6:1, 6:1        |
| 2017 | Alexei Watutin          | Guido Andreozzi             | 2:6, 7:610, 6:3 |
| 2016 | Radu Albot              | Clément Geens               | 6:2, 6:4        |
| 2015 | Pablo Carreño Busta     | Radu Albot                  | 6:4, 6:4        |
| 2014 | David Goffin            | Blaž Rola                   | 6:4, 6:2        |
| 2013 | Andreas Haider-Maurer   | Damir Džumhur               | 4:6, 6:1, 7:5   |
| 2012 | Jerzy Janowicz          | Jonathan Dasnières de Veigy | 6:3, 6:3        |
| 2011 | Rui Machado             | Jerzy Janowicz              | 6:3, 6:3        |
| 2010 | Denis Gremelmayr        | Andrei Kusnezow             | 6:1, 6:2        |
| 2009 | Peter Luczak            | Juri Schtschukin            | 3:6, 7:64, 7:66 |
| 2008 | Nicolas Devilder        | Björn Phau                  | 7:5, 6:0        |
| 2007 | Raemon Sluiter          | Júlio Silva                 | 6:4, 6:3        |
| 2006 | Jan Hájek               | Ilija Bozoljac              | 6:4, 6:3        |
| 2005 | Teimuras Gabaschwili    | Adrián García               | 6:4, 6:2        |
| 2004 | Tomáš Zíb               | Juan Pablo Brzezicki        | 6:74, 7:63, 6:3 |

### Doppel
| Jahr | Sieger                                      | Finalgegner                       | Ergebnis          |
| ---- | ------------------------------------------- | --------------------------------- | ----------------- |
| 2025 | Sergio Martos Gornés Vijay Sundar Prashanth | Alexandru Jecan Bogdan Pavel      | 2:6, 7:5, [10:8]  |
| 2024 | Orlando Luz Marcelo Zormann                 | Jakob Schnaitter Mark Wallner     | 5:7, 6:2, [10:6]  |
| 2023 | Karol Drzewiecki Petr Nouza                 | Ariel Behar Adam Pavlásek         | 7:62, 7:62        |
| 2022 | Hunter Reese Szymon Walków (2)              | Marek Gengel Adam Pavlásek        | 1:6, 6:3, [10:6]  |
| 2021 | Zdeněk Kolář Jiří Lehečka                   | Karol Drzewiecki Aleksandar Vukic | 6:4, 3:6, [10:5]  |
| 2020 | abgesagt                                    | abgesagt                          | abgesagt          |
| 2019 | Andrea Vavassori David Vega Hernández       | Pedro Martínez Mark Vervoort      | 6:4, 6:74, [10:6] |
| 2018 | Mateusz Kowalczyk (2) Szymon Walków (1)     | Attila Balázs Andrea Vavassori    | 7:5, 6:78, [10:8] |
| 2017 | Guido Andreozzi Jaume Munar                 | Tomasz Bednarek Gonçalo Oliveira  | 6:74, 6:3, [10:4] |
| 2016 | Aleksandre Metreweli Peng Hsien-yin         | Mateusz Kowalczyk Kamil Majchrzak | 6:4, 3:6, [10:8]  |
| 2015 | Michail Jelgin Mateusz Kowalczyk (1)        | Julio Peralta Matt Seeberger      | 3:6, 6:3, [10:6]  |
| 2014 | Radu Albot Adam Pavlásek                    | Henri Kontinen Tomasz Bednarek    | 7:5, 2:6, [10:8]  |
| 2013 | Gero Kretschmer Alexander Satschko          | Henri Kontinen Mateusz Kowalczyk  | 6:3, 6:3          |
| 2012 | Rameez Junaid Simon Stadler                 | Adam Hubble Nima Roshan           | 6:3, 6:4          |
| 2011 | Olivier Charroin Stéphane Robert            | Franco Ferreiro André Sá          | 6:2, 6:3          |
| 2010 | Rui Machado Daniel Muñoz de la Nava         | Jamie Cerretani Adil Shamasdin    | 6:2, 6:3          |
| 2009 | Sergio Roitman Alexandre Sidorenko          | Michael Kohlmann Rogier Wassen    | 6:4, 6:4          |
| 2008 | Johan Brunström Jean-Julien Rojer           | Santiago Giraldo Alberto Martín   | 4:6, 6:0, [10:6]  |
| 2007 | Marc López Santiago Ventura                 | Flavio Cipolla Ivo Klec           | 6:2, 5:7, [10:3]  |
| 2006 | Tomasz Bednarek Michał Przysiężny           | Vasilis Mazarakis Jan Mertl       | 6:3, 3:6, [10:8]  |
| 2005 | Łukasz Kubot Filip Urban                    | Adrián García Tomas Tenconi       | 6:75, 6:3, 6:2    |
| 2004 | Adam Chadaj Stéphane Robert                 | Tomáš Cibulec David Škoch         | 3:6, 6:1, 6:2     |